# Mémoires du Muséum National d'Histoire Naturelle. Nouvelle Série. Série B, Botanique
Mémoires du Muséum National d'Histoire Naturelle. Nouvelle Série. Série B, Botanique (abreviado Mém. Mus. Natl. Hist. Nat., Ser. B, Bot.) fue una revista ilustrada con descripciones botánicas que fue editada en Francia. Se publicaron 10 números en los años 1950-1959. Fue precedida por Mémoires du Muséum National d'Histoire Naturelle